# 300 à l'heure
Pour plus de détails, voir Fiche technique et Distribution.
300 à l'heure est un film français réalisé par Willy Rozier, sorti en 1935.

## Synopsis
Le comte Adrien de Portebault se présente comme un pilote de course automobile sans qu'il soit soupçonné de mentir. Un jour, il est contraint de participer à une compétition.

## Fiche technique
- Titre : 300 à l'heure
- Autre titre : Trois Cents à l'heure
- Réalisation : Willy Rozier
- Scénario : d'après la pièce de Victor de Cottens et Pierre Veber
- Photographie : Maurice Guillemin
- Musique : Marceau Van Hoorebecke et Jean Yatove
- Décors : Jean Douarinou
- Société de production : Lumi-Films
- Pays de production :  France
- Format : Noir et blanc — 35 mm — 1,37:1 — Son : Mono
- Genre : Comédie
- Durée : 90 minutes
- Dates de sortie : 
  - France : 8 mars 1935

## Distribution
- Dorville : Boulon
- Mona Goya : la comtesse Lise de Portebault
- Odette Talazac : Mme de Bandart
- Georges Tréville : le duc de Bothou
- Louis Blanche : le comte Adrien de Portebault
- Christiane Delyne : Marinette
- Pierre Moreno : le baron Pilou
- Madeleine Guitty : Laribonette, l'aubergiste
- D'Ary Brissac
- André Lannes
- Andrée Lorraine
- Janine Zorelli